# Protomyzon borneensis
Protomyzon borneensis är en fiskart som beskrevs av Hora och Jayaram 1952. Protomyzon borneensis ingår i släktet Protomyzon och familjen grönlingsfiskar. IUCN kategoriserar arten globalt som otillräckligt studerad. Inga underarter finns listade i Catalogue of Life.